# Emanuel Mandler
Emanuel Mandler (2. srpna 1932 Třebíč – 22. ledna 2009 Praha) byl český redaktor, novinář, historik, politolog, publicista a politik. Po sametové revoluci předák menších pravicových stran Československá demokratická iniciativa a Liberálně demokratická strana a poslanec Sněmovny lidu Federálního shromáždění.

## Životopis
Po dokončení studia na Filosofické fakultě Univerzity Karlovy roku 1955 (případně 1956) pracoval jako archivář a funkcionář ČSM, později od roku 1957 jako redaktor státního školního časopisu Dějepis ve škole, který vydávalo Státní pedagogické nakladatelství. V letech 1960–1968 se podílel na vydávání historických svazků encyklopedie Československá vlastivěda. V období let 1962–1965 byl spolupracovníkem časopisu Dějiny a současnost a od roku 1964 redaktorem časopisu Tvář. V obou periodikách byla jeho aktivita ukončena roku 1965, kdy na nátlak ÚV KSČ byla vyměněna redakce Dějin a současnosti a zcela zastaveno vydávání Tváře. V roce 1968 začal v obou časopisech opětovně pracovat, až do jejich nového zrušení roku 1969. V roce 1968 také působil jako ředitel nově ustaveného nakladatelství Horizont.
V období normalizace po roce 1968 pracoval v méně kvalifikovaných profesích (družstevní výroba hraček), později pak pracoval jako učitel programovacích jazyků. Nesměl oficiálně publikovat, své práce vydával pouze v samizdatu. Patřil mezi zakládající členy československého Helsinského výboru (listopad 1988, prvním předsedou byl prof. dr. Jiří Hájek). V září 1987 vzniklo opoziční politické hnutí Demokratická iniciativa, jehož předsedou byl až do roku 1989 (ovšem koncem listopadu 1988 DI svoji činnost oficiálně přerušila s tím, že u nás nejsou k činnosti nezávislých iniciativ „vhodné podmínky“). 11. listopadu 1989 DI požádala ministerstvo vnitra o registraci jako politická strana. Aktivity v DI i v následném polistopadovém období vyvíjel s blízkým přítelem a spolupracovníkem Bohumilem Doležalem.
V lednu 1990 po sametové revoluci nastoupil jako poslanec za formaci Československá demokratická iniciativa (nástupce předlistopadové Demokratické iniciativy) v rámci procesu kooptací do Federálního shromáždění do Sněmovny lidu (volební obvod č. 4 – Praha 4). Československá demokratická iniciativa se pak během roku 1990 přejmenovala na Liberálně demokratickou stranu spolupracující s Občanským fórem. Mandler se stal roku 1990 předsedou LDS. Společně s Bohumilem Doležalem využívali svůj poslanecký mandát k aktivní politické činnosti. Ve svobodných volbách roku 1990 mandát obhájil, nyní jako poslanec za LDS, respektive za Občanské fórum (volební obvod Severočeský kraj). Již v červnu 1990 se ale poslanci LDS od Občanského fóra odtrhli a postupovali pak samostatně jako pravicová opozice vůči OF. Definitivní rozkol nastal v říjnu 1990, kdy Liberálně demokratická strana pod předsednictvím Emanuela Mandlera přerušila spolupráci s OF a obvinila ho z podpory starých mocenských struktur. Ve federálním parlamentu setrval Mandler do konce volebního období, tedy do voleb roku 1992.
V roce 1991 vedla ODS neúspěšná jednání o integraci LDS. Mandler snahy o fúzi s ODS odmítl. Během roku 1991 se ale v Liberálně demokratické straně objevovaly opoziční tendence vůči stávajícímu předsedovi. Hlavní postavou této kritické skupiny byla Viktorie Hradská, která se v listopadu 1991 stala novou předsedkyní LDS. Hradská, mající podporu moravských členů LDS, favorizovala spojení strany s ODA, Mandler si udržoval podporu v Čechách a prosazoval pokračující samostatnou existenci LDS. V lednu 1992 se strana fakticky rozpadla. Lidé věrní Viktorii Hradské krátce nato vstoupili do ODA, jejich oponenti včetně Mandlera se pak po jistou dobu snažili pokračovat ve fungování Liberálně demokratické strany (předsedou byl Ladislav Cerman, oficiální registraci LDS ovšem držela skupina okolo V. Hradské). Mandlerovo křídlo se nemohlo zúčastnit voleb v roce 1992 a krátce nato přestala LDS vyvíjet činnost.
V letech 1992–1995 pracoval Mandler v Ústavu pro soudobé dějiny AV ČR na vydávání časopisu Soudobé dějiny. Angažoval se v pražské Nadaci Demokratické iniciativy pro kulturu a politiku.

## Dílo vydané knižně
- Atrakce. Praha 1966.
- Nebát se a nekrást? Praha 1998.
- Češi i Němci. Legendy, spory, realita. Praha 2001.
- Benešovy dekrety. Proč vznikly a co jsou. Praha 2002.
- Oba moji prezidenti. Praha 2004.
- Škodolibé úsměvy svobody z let 1955 až 1992. Praha 2005.
- Poslední Branibor a jiné příběhy. Praha 2007.